# Erich Salomon
Erich Salomon (Berlín, 22 d'abril de 1886 - Auschwitz, 17 de juliol de 1944) va ser un fotògraf alemany. Pioner del periodisme fotogràfic modern, va ser un dels primers a usar màquines de petit format (Leica) i a fotografiar interiors sense flaix ni llums. El 1931 va publicar Berühmte Zeitgnossen in unbewachten Augenblicken. La seva condició jueva li va costar ser assassinat al camp de concentració d'Auschwitz.
Va fer estudis d'enginyeria i zoologia en Berlín i després dret en Múnic. Durant la primera guerra mundial va servir a l'exèrcit alemany i va estar presoner en un camp de concentració francès. Després va realitzar diversos treballs fins a entrar el 1926 al departament de publicitat de l'editorial Ullstein, on es va iniciar en la fotografia en emprar-la per controlar l'ús de parets llogades per l'editorial a pagesos per posar cartells publicitaris.

Salomon relata els seus inicis en la fotografia a la revista Vu el 1935:
| « | Un diumenge, estant jo assegut en la terrassa d'un restaurant a la vora del Spree, va esclatar una furiosa tempesta. Minuts més tard va arribar un venedor de diaris i va comptar que el cicló havia tirat a terra arbres i que una dona havia mort. Aleshores vaig agafar un taxi i vaig avisar un fotògraf. Després vaig oferir aquests documents exclusius a la casa Ullstein. Em van donar 100 francs a canvi. Vaig lliurar 90 francs al fotògraf i vaig pensar que millor hagués estat que jo mateix fes les fotografies. A l'endemà em vaig comprar una càmera. | » |

El 9 de febrer de 1928 el Berliner Ilustrierte va publicar la primera fotografia de Salomon, que mostra la imatge d'un acusat en un judici, obtinguda malgrat la prohibició de realitzar fotografies en els tribunals a Alemanya, i de les dificultats tècniques per treballar en interiors sense il·luminació extra, per al que Salomon va emprar la seva càmera oculta en un maletí. Des d'aquest moment va estar treballant com reporter gràfic fins a 1933. El seu treball es va desenvolupar en solament 5 anys, a diverses publicacions com Berliner Illustrierte, Müchner illustrierte presse,  Fortune, Life o Daily Telegraph. Els principals temes que abordava eren reunions oficials de les autoritats i també del món cultural i artístic.

## Aportacions al llenguatge del fotoperiodisme

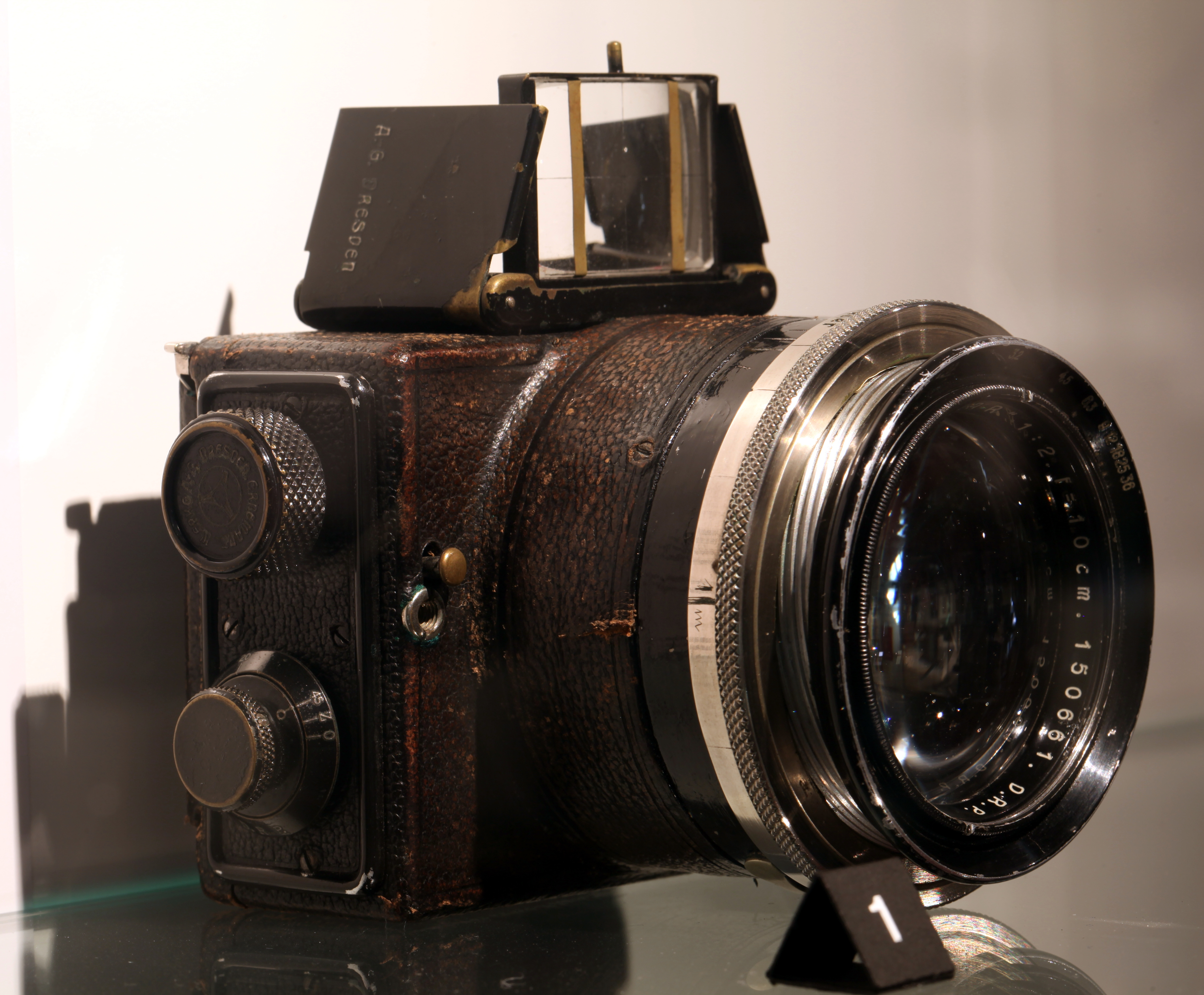
Càmera Ermanox

Salomon va realitzar un important canvi en la concepció del reportatge gràfic en emprar una càmera de petit format: va començar amb una de la marca Ermanox, que tenia un objectiu molt lluminós de f/2 i l'ús de plaques fotogràfiques ultra ràpides que li va permetre «fotografiar tot el que es posa a l'abast dels ulls». Era una manera de trencar amb la forma tradicional de fer retrats de persones i grups on es reflectia una actitud estàtica, posada i fortament controlada pel retratat. A més a més Salomon va defensar la il·luminació natural per no interferir en les escenes, conservant l'ambient d'elles enfront de l'ús del flaix empleat per la majoria dels fotògrafs: aquests resultats els aconseguia emprant unes velocitats d'obturació d'un quart o cinquè de segon i unes obertures de f/1.8 o f/2.
Per tal de passar desapercebut, Salomon arriba també a fer-se construir un obturador més silenciós per a la seva càmera. A partir de 1930 va començar a utilitzar la càmera Leica que havia tingut un millor desenvolupament tècnic i era més petita que l'Ermanox. D'altra banda, proposava un treball en què el periodista gràfic passés desapercebut. El seu estil fotogràfic ha estat caracteritzat com a fotografia càndida, o "live", amb referència a l'espontaneïtat amb la qual registra les activitats de personalitats públiques molt conegudes (polítics, artistes, etc.), marcant una notable diferència en la imatge pública d'aquests subjectes, ara presentats com a éssers humans «comuns»: conversant apassionadament, vençuts per la son, tractant d'escoltar, etc. Segons G. Freund, així comença el fotoperiodisme modern: «Ja no serà la nitidesa la que marqui el seu valor, sinó el seu tema i l'emoció que susciti.» 
Des de 1930 comencen a formar-se amb Salomon fotògrafs joves, que treballen de manera independent per a diversos mitjans, decidint els seus temes de treball, signant les seves fotografies i elaborant els epígrafs que acompanyen les seves imatges. Pel valor de la seva obra i per la seva influència sobre les següents generacions de fotoperiodistes, es considera Erich Salomon com un dels pares del fotoperiodisme.
En assolir el poder Hitler el 1933, Salomon va emigrar als Països Baixos, però després de la invasió d'aquests va ser localitzat a Scheveningen i deportat a Alemanya. El 1944 va ser assassinat a Auschwitz al costat de la seva esposa i el seu fill Dirk.
El Premi Dr. Erich Salomon es va crear en el seu honor l'any 1971 per destacar la qualitat de treballs de periodisme fotogràfic.